# سفارت ترکیه در اتاوا
سفارت ترکیه در اتاوا (به انگلیسی: Embassy of Turkey) یک سفارت و عمارت در کانادا است که در اتاوا واقع شده‌است.